# 阿德恰河
阿德恰河是俄羅斯的河流，屬於亞納河的右支流，由薩哈共和國負責管轄，河道全長715公里，流域面積約89,800平方公里，發源自切爾斯基山脈西麓，河水主要來自融雪。